# Munguía, Mexiko
Munguía är en ort i Mexiko.   Den ligger i kommunen Irapuato och delstaten Guanajuato, i den centrala delen av landet, 270 km nordväst om huvudstaden Mexico City. Munguía ligger 1 712 meter över havet och antalet invånare är 815.
Terrängen runt Munguía är huvudsakligen platt, men söderut är den kuperad. Terrängen runt Munguía sluttar västerut. Runt Munguía är det ganska tätbefolkat, med 120 invånare per kvadratkilometer. Närmaste större samhälle är Irapuato, 19,1 km nordost om Munguía. Trakten runt Munguía består till största delen av jordbruksmark.